# 霍夫里諾站
霍夫里諾站（羅馬化：Khovrino）是莫斯科地鐵莫斯科河畔線的鐵路車站，2017年12月31日開放。此站是該線的北端總站，也是距離謝列梅捷沃國際機場最近的地鐵站。

## 命名
最初此站是稱迪本科街（Ulitsa Dybenko），車站所在的街道名稱。但在2013年，莫斯科將此站名稱改為霍夫里諾，以反映該區名稱。

## 歷史
歷史上有許多將莫斯科河畔線北延的計劃。舊總站河運碼頭站向北，由隧道鑽挖機挖掘的2.2公里隧道在2014年12月完工。車站起初計劃在2016年12月開放，2016年也大致完成所有工程，但霍夫里諾站的啟用卻因決定興建中途站白海站而延誤。

## 圖片

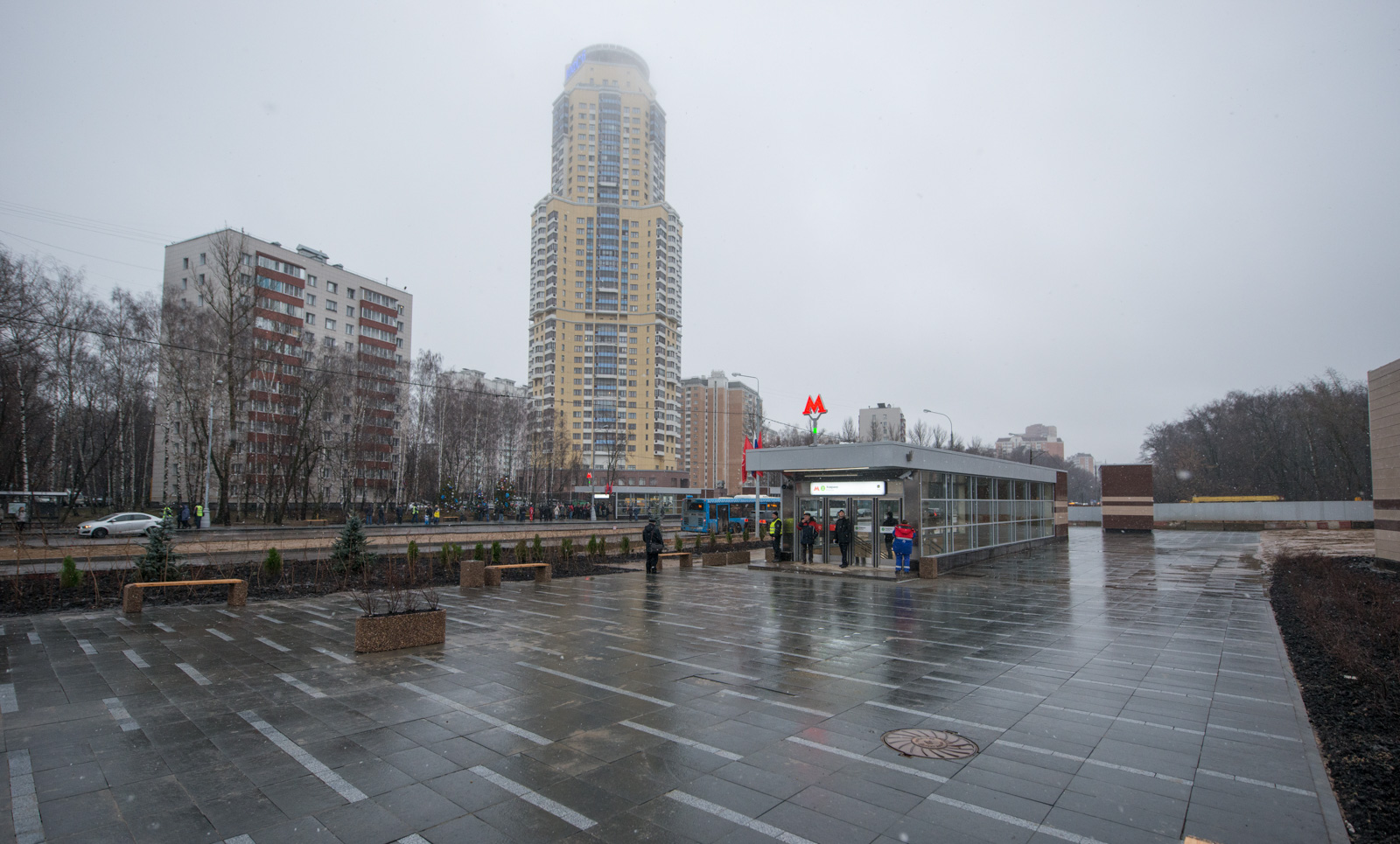
Entrance vestibule
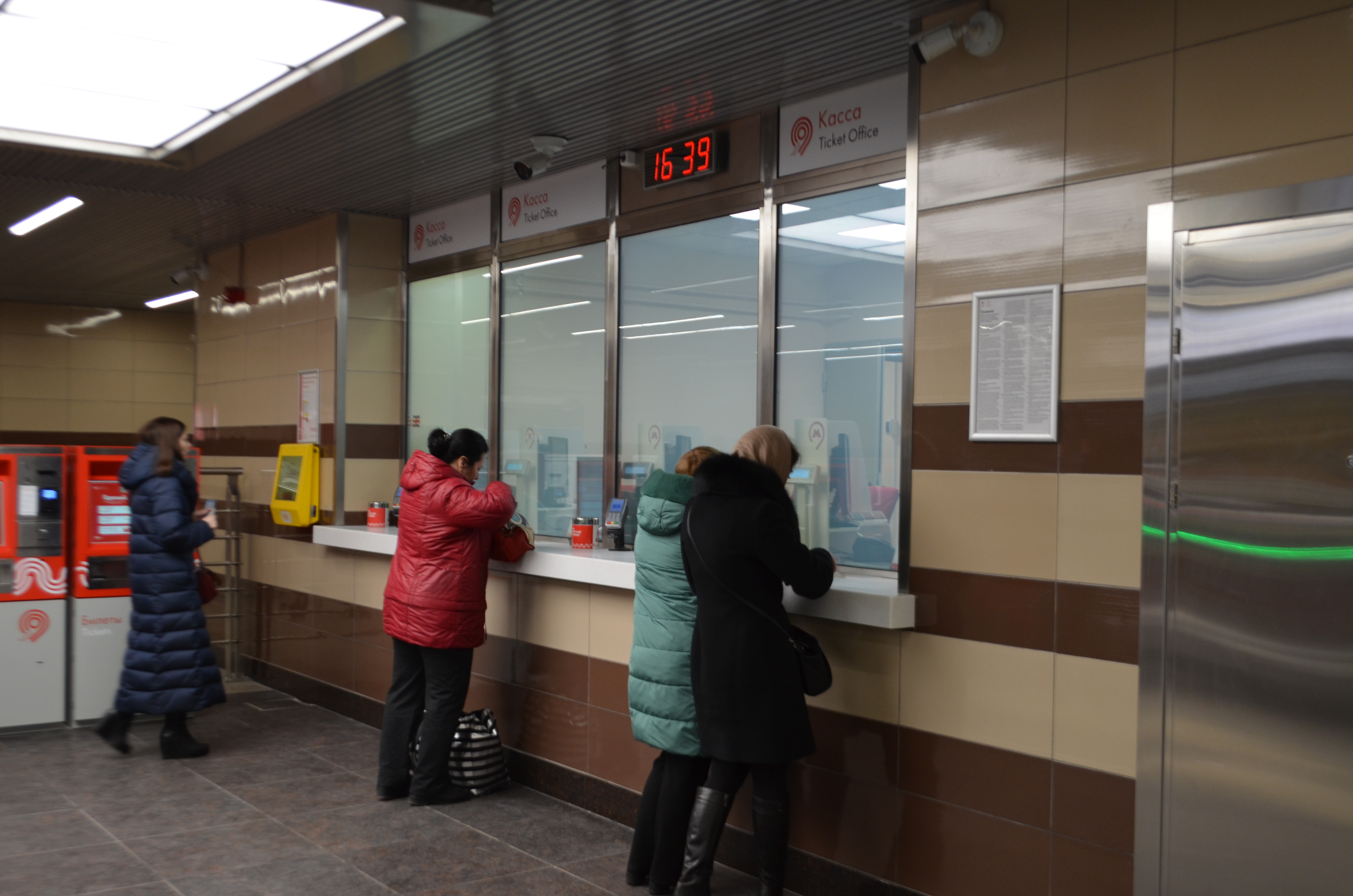
票務處
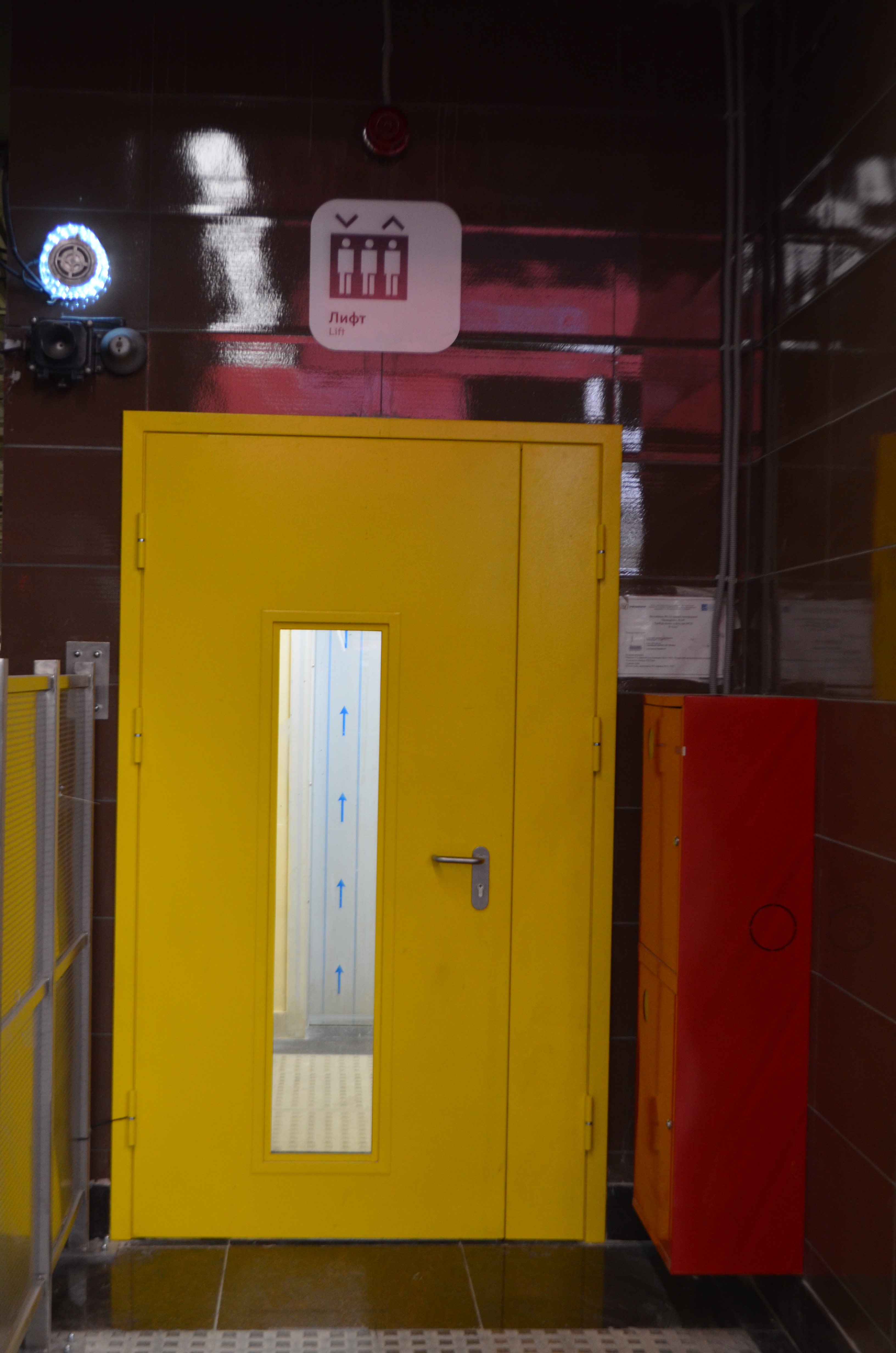
車站升降機